# Apamea pallescens
Apamea pallescens là một loài bướm đêm trong họ Noctuidae.